# Mario Pizziolo
Mario Pizziolo (* 7. Dezember 1909 in Castellammare Adriatico; † 30. April 1990 in Florenz) war ein italienischer Fußballspieler.
Pizziolo gilt als einer des besten Mittelfeldspieler seiner Generation. Mit Italien wurde er 1934 im eigenen Land Weltmeister.

## Karriere
Mario Pizziolo spielte als defensiver und rechter Mittelfeldspieler, seine Karriere begann er in den Jugendabteilungen von AS Livorno und Ternana Calcio, 1924 wechselte er zur AC Pistoiese. 1929 wurde Pizziolo an die Fiorentina verkauft, die damals noch in der Serie B spielten. In Florenz verbrachte er den Großteil seiner Karriere und stieg mit der Mannschaft zur Saison 1931/32 in die Serie A auf. 1936 beendete Pizziolo, im Alter von nur 27 Jahren, aufgrund zahlreicher erlittener Verletzungen seine aktive Laufbahn. Danach trainierte er mehrmals für kurze Zeit die Mannschaft von Pescara Calcio.
In der Nationalmannschaft debütierte Pizziolo am 1. Januar 1933 beim 3:1-Sieg gegen Deutschland, bis 1936 gehörte er zum Stammpersonal der Squadra Azzurra, die den Europapokal der Fußball-Nationalmannschaften 1933 bis 1935 gewann, und war einer der Lieblingsspieler von Nationaltrainer Vittorio Pozzo. Auch bei der Weltmeisterschaft 1934 im eigenen Land stand Pizziolo im Kader der Italiener.

### Weltmeisterschaft 1934
Mario Pizziolo ging als Stammspieler ins Turnier. In der zweiten Begegnung, dem ersten Viertelfinalspiel gegen Spanien in Florenz, zog er sich einen Bänderriss im linken Knie zu und fiel für den Rest der Meisterschaft aus. Seinen Platz im Team nahm Attilio Ferraris ein. Da das damalige faschistische Regime Italiens nur die Spieler, die am Finale gegen die Tschechoslowakei teilgenommen hatten, mit der Medaille der Federazione Italiana Giuoco Calcio auszeichnete, wurde Pizziolo nicht offiziell geehrt, wogegen Trainer Pozzo und die Mannschaftskameraden heftig protestierten. Erst 54 Jahre später, im Jahr 1988, wurde Mario Pizziolo von der FIGC mit der offiziellen Medaille geehrt, zu diesem Zeitpunkt war er, zusammen mit Angelo Schiavio, der letzte Überlebende der 1934er-Weltmeistermannschaft.
Mario Pizziolo starb am 30. April 1990 nach langer Krankheit in Florenz.

## Erfolge
- Italienische Serie-B-Meisterschaft: 1930/31
- Weltmeister: 1934
- Europapokal der Nationalmannschaften: 1933–1935